# Новое Буяново (Янтиковский район)
Но́вое Буя́ново (чув. Ҫӗнӗ Пуянкасси) — деревня в Янтиковском районе Чувашской Республики, административный центр Новобуяновского сельского поселения.

## История
В XVIII веке деревня представляла собой выселок, находящийся примерно в полутора километрах от деревни Буянова (ныне — Старое Буяново). Жители — чуваши, до 1866 года государственные крестьяне, основные занятия земледелие и животноводство. В 1920-е годы действовали кооперативное общество инвалидов, кредитное товарищество «Вперёд», две водяные мельницы.
В 1795 году насчитывалось 20 дворов, в 1926 году — 191 двор (930 жителей), в 2002 году — 239 дворов (598 жителей). В XIX — начале XX века (до 1927 года) деревня входила в состав Янтиковской, Архангельско-Янтиковской, Янтиковской волостей Цивильского уезда, в 1927—1935 и 1962—1965 годах — в состав Урмарского района.

## Население
| 2010 | 2012 |
| ---- | ---- |
| 586  | ↗612 |

## Хозяйство
СХПК «Буяновский» (с 2010 года, ранее — колхоз «Красное Буяново», образованный в 1930 году под названием «За большевистскую коммуну»), отделение связи, магазин, два торговых павильона.

## Культура, медицина и образование
Средняя общеобразовательная школа (с 1982 года, основана в 1885 году как школа грамоты, с 1920-х годов функционировала как школа 1-й ступени, затем семилетняя), детский сад, фельдшерский пункт, клуб.
В Новобуяновской школе обучались также дети из д. Старое Буяново. В числе бывших учеников этой школы:
- Валентина Андреевна Эльби — чувашская писательница и драматург;
- Геннадий Терентьевич Терентьев — народный артист Чувашской АССР, заслуженный артист РСФСР.